# 韦恩·吉布莱斯拉斯
韦恩·吉布莱斯拉斯（Weynay Ghebresilasie，1994年3月24日—）是一位厄立特里亚男子田径运动员，2012年代表厄立特里亚参加伦敦奥运会男子3000米障碍赛，并被选为开幕式国旗手。奥运会结束后因担心未进入决赛回国情况糟糕而和其他三名队友向英国政府寻求政治庇护。

## 外部連結
- 韦恩·吉布莱斯拉斯在的頁面